# Visão monocular

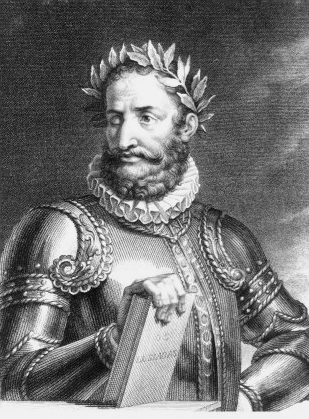
Luís de Camões possuía visão monocular.

A Visão monocular é a cegueira de um dos olhos. Essa grave restrição visual é considerada uma deficiência em praticamente todos os estados brasileiros e passou a ser reconhecida como deficiência visual em âmbito federal em março de 2021.
A Organização Mundial de Saúde (OMS) classifica a visão monocular como deficiência visual em razão da perda da visão binocular (nos dois olhos) no processo de formação da visão. Essas pessoas apresentam limitações médicas, psicossociais, educacionais e profissionais, além disso, são alvos de discriminação.
A mão sobre um dos olhos é o símbolo que representa as pessoas com deficiência visual que enxergam com apenas um olho. Os monoculares têm a sensação tridimensional limitada, portanto, essas pessoas apresentam noção de profundidade bastante limitada. O símbolo serve de orientação para que a população identifique os monoculares nas mais diversas situações.

## Definição
De acordo com a OMS (Organização Mundial de Saúde), a visão monocular é caracterizada quando o paciente com a melhor correção tiver visão igual ou inferior a 20/200, neste caso é utilizado o termo “cegueira legal”. A CID 10 (classificação Internacional de Doenças) neste caso é H54-4. Assim, o deficiente que possui visão monocular tem visão bastante reduzida de um olho, o que já configura de plano a perda tanto da estrutura, quanto da função fisiológica e anatômica.
O Conselho Brasileiro de Oftalmologia define a visão monocular como a presença de visão normal em um olho e cegueira no olho contralateral – acuidade visual inferior a 20/200 com a melhor correção visual.
A visão monocular limita muito a sensação tridimensional. Outros fatores também são importantes: paralaxe, noção de tamanho relativo e tons de sombreamento da imagem vista. A ausência de estereopsia (visão binocular) limita o ser humano em várias atividades consideradas normais, tais como: práticas esportivas, profissionais e de lazer, inclusive impede de assistir a imagens que utilizam a tecnologia 3D (3ª dimensão), que usam estruturas com dois projetores, um para reproduzir a imagem para o olho esquerdo e o outro, para o olho direito. O portador da visão monocular vê apenas uma imagem embaçada.

## Causas
As causas mais comuns para a visão monocular são doenças como o glaucoma, distúrbios infecciosos intra oculares (toxoplasmose), disfunções da córnea ou retina, tumores intra oculares, ambliopia (visão preguiçosa) e traumas oculares.

## Limitações
Segundo o Conselho Brasileiro de Oftalmologia, a visão monocular interfere com a estereopsia (percepção espacial dos objetos) permitindo examinar a posição e a direção dos objetos dentro do campo da visão humana em um único plano, ou seja, apenas em duas dimensões. Assim, pacientes com visão monocular reconhecem a forma, as cores e o tamanho dos objetos, mas têm dificuldade em avaliar a profundidade e as distâncias, características da visão tridimensional.
O problema é classificado como deficiência visual, pois ocasiona a perda da noção de profundidade (visão em 3D) e uma piora na acuidade visual binocular, bem como diminuição significativa (em torno de 25%) do campo visual periférico. Além disso, a Associação Brasileira dos Deficientes com Visão Monocular (A.B.D.V.M.), ressalta que a perda total da visão de um olho provoca um comprometimento de 24% para o homem como um todo. Ademais, diversas pessoas com visão monocular costumam apresentar olho atrofiado, estrabismo, pálpebra caída ou as vezes, ao longo dos anos, ocorre o fechamento total, fotofobia e outros.
Segundo o oftalmologia Alfredo Tranjan Neto a visão monocular é definitiva, exceto nos casos de cegueira reversível e catarata. As pessoas apresentam dificuldades como comprometimento da coordenação - "falta de jeito" - gerando a colisão em objetos ou pessoas, dificuldade para subir e descer escadas, cruzar ruas, dirigir, praticar os vários esportes e as atividades da vida diária que requerem a visão de profundidade (estereopsia) e a visão periférica. As atividades mais afetadas são aquelas que requerem o trabalho a uma curta distancia dos olhos. Alguns exemplos são barbeiro, esteticista, mecânico, costureiro, cirurgião, piloto da linha aérea, motorista de ônibus e maquinista - ou seja, atividades que exigem estereopsia, visão nos dois olhos ou visão clara de profundidade.
De acordo com Borrish, os indivíduos monoculares terão diminuída a acuidade visual (comparado a suas contrapartes binoculares) por causa de sua falta da soma binocular. A soma binocular é o fenômeno por que os seres vêem mais e melhor com ambos os olhos junto do que por um olho sozinho. As pessoas monoculares têm uma diminuição em sua orientação (de espaço) que resulta de uma falta das sugestões cinestésicas que se extraem da convergência (“visão binocular que aponta”) e da acomodação (focalizar).
As limitações causadas pela visão monocular são descritas pelos seguintes autores: Borrish, Gunter von Noorden, Brady, Schein, Keeney, Linberg, Tillman, Allara, Nicholas, Heywood, Cowey, Marotta, Perrot, Nicolle, Servos, Goodale, Goltz, Steinbach e Gallie. Através dos estudos, das comparações e das análises, esses autores apresentaram as diversas dificuldades apresentadas pelas pessoas com visão monocular.

## Importância da inclusão social
Segundo Leandro Lino, geralmente as pessoas com visão monocular apresentam uma aparência que pode gerar exclusão social, pois essas pessoas comumente apresentam “olho torto” (estrabismo com assimetropia), “olho cinza” (amaurose), ou “olho de vidro” (prótese ocular). Sob este enfoque, é possível se entender que as pessoas com visão monocular, não estão integradas à sociedade, uma vez que sofrem preconceitos e discriminações, porque são consideradas “anormais” ao serem apreciadas sob o “padrão de normalidade”.
O emprego e a autoestima são os problemas mais frequentes para quem tem a referida deficiência. Portanto, é importante que o Poder Público estabeleça mecanismos para favorecer a inclusão social da pessoa com visão monocular, assim como estratégias para que a pessoa com deficiência seja respeitada em suas peculiaridades e necessidades.

## Deficiência visual no Brasil

### Âmbito estadual
Diferentemente do âmbito Federal, a visão monocular é reconhecida como deficiência visual em praticamente todos os estados. O pioneiro foi o estado do Espírito Santo com a Lei Nº 8.775, de 18 de dezembro de 2007 visando à proteção de tais cidadãos. Abaixo está apresentado a relação de estados brasileiros onde a visão monocular é reconhecida como deficiência visual:
1. Espírito Santo: Lei nº 8.775, de 18 de dezembro de 2007;[8]
2. Amazonas: Lei nº 3.340, de 30 de dezembro de 2008;[9]
3. Santa Catarina: Decreto nº 2.874, de 15 de dezembro de 2009;[10]
4. Goiás: Lei nº 16.494, de 10 de fevereiro de 2009;[11]
5. Mato Grosso do Sul: Lei nº 3.681, de 27 de maio de 2009;[12]
6. Distrito Federal: Lei nº 4.317, de 09 de abril de 2009;[13]
7. Alagoas: Lei nº 7.129, de 2 dezembro de 2009;[14]
8. Maranhão: Lei nº 9.206, de 07 de junho de 2010;[15]
9. São Paulo: Lei nº 14.481, de 13 de julho de 2011;[16]
10. Rondônia: Lei nº 2.481, de 26 de maio de 2011;[17]
11. Paraná: Lei nº 16.945, de 18 de novembro de 2011,[18] Lei n. 18.277/2014 (IPVA) e Decreto n.º 7.871/2017 (ICMS);
12. Paraíba: Lei nº 9.899, de 05 de outubro de 2012;[19]
13. Rio Grande do Norte: Lei nº 9.697, de 25 de fevereiro de 2013;[20]
14. Sergipe: Lei nº 7.712, de 08 de outubro de 2013;[21]
15. Minas Gerais: Lei nº 21.458, de 06 de outubro de 2014;[22]
16. Pernambuco: Lei nº 15.576, de 11 de setembro de 2015;[23]
17. Tocantins: Lei nº 3.105, de 16 de maio de 2016,[24] Lei nº 3.539 de 17 de setembro de 2019, Portaria SEFAZ Nº 31 DE 16/01/2017 e Portaria SEFAZ Nº 32 DE 16/01/2017 (Isenção de IPVA e ICMS);
18. Acre: Lei n° 3.282, de 18 de agosto de 2017;[25]
19. Mato Grosso: Lei nº 10.664, de 10 de janeiro de 2018,[26] Decretos nº 1.396 e 1.398/2018 (Isenção de IPVA e ICMS);
20. Bahia: Lei nº 13.902, de 29 de janeiro de 2018;[27]
21. Rio de Janeiro: Lei nº 8.406, de 28 de maio de 2019;[28]
22. Rio Grande do Sul: Lei n.º 15.392, de 03 de dezembro de 2019.[29]

### Âmbito Federal
LEI Nº 14.126, DE 22 DE MARÇO DE 2021
|  | Classifica a visão monocular como deficiência sensorial, do tipo visual. |

O Presidente da República Faço saber que o Congresso Nacional decreta e eu sanciono a seguinte Lei:
Art. 1º Fica a visão monocular classificada como deficiência sensorial, do tipo visual, para todos os efeitos legais. (Vide)
Parágrafo único. O previsto no § 2º do art. 2º da Lei nº 13.146, de 6 de julho de 2015 (Estatuto da Pessoa com Deficiência), aplica-se à visão monocular, conforme o disposto no caput deste artigo.
Art. 2º Esta Lei entra em vigor na data de sua publicação.
Brasília, 22 de março de 2021; 200o da Independência e 133o da República.

## Fundamentação Jurídica
A visão monocular é classificada com deficiência visual sob a análise médica e social de seu conceito. Baseando-se nos princípios da Dignidade da Pessoa Humana, da Igualdade e no direito social ao trabalho, surgiram vários entendimentos jurídicos que assegurando a visão monocular como deficiência visual. Vejamos os principais:

### Superior Tribunal de Justiça: Súmula nº 377 - 22/04/2009 - DJe 05/05/2009
O portador de visão monocular tem direito de concorrer, em concurso público, às vagas reservadas aos deficientes.
A Súmula 377 teve como relator o ministro Arnaldo Esteves Lima. As referências legais do novo enunciado foram a Constituição Federal (artigo 37, inciso VIII), a Lei n. n. 8.112/90 (artigo 5º, parágrafo 2º) e o Decreto n. 3.298/99 (artigos 3º, 4º, inciso III, e 37).
Diversos precedentes embasaram a formulação do enunciado da súmula. No mais recente deles, julgado em setembro de 2008, os ministros da Terceira Seção concederam mandado de segurança e garantiram a posse a um cidadão que, em 2007, concorreu ao cargo de agente de inspeção sanitária do Ministério da Agricultura, Pecuária e Abastecimento.
Devidamente aprovado, foi submetido à avaliação de saúde. Ocorre que o laudo concluiu que o candidato não estaria qualificado como portador de deficiência por não se enquadrar nas categorias especificadas no Decreto nº 3.298/99. Inconformado, o candidato ingressou com mandado de segurança no STJ.
O relator foi o ministro Felix Fischer. Ele observou que a visão monocular constitui motivo suficiente para reconhecer o direito líquido e certo do candidato à nomeação e posse no cargo público pretendido entre as vagas reservadas a portadores de deficiência física (MS 13.311).
Noutro caso analisado anteriormente pelo STJ, em outubro de 2006, um candidato ao cargo de técnico judiciário do Tribunal de Justiça do Distrito Federal e dos Territórios (TJDFT) protestava contra a negativa de inclusão do seu nome na lista dos deficientes. Ele é portador de ambliopia no olho esquerdo, sendo considerada cegueira legal neste olho (acuidade visual 20/400 com correção).
O recurso em mandado de segurança foi julgado pela Quinta Turma. O relator, ministro Arnaldo Esteves Lima, destacou que a deficiência de que o candidato é portador, não foi contestada nos autos, restringindo-se a discussão apenas à hipótese de o portador de visão monocular possuir direito a concorrer às vagas destinadas aos portadores de deficiência física em concursos públicos (RMS 19.257).
De acordo com o ministro relator, o artigo 4º, inciso III, do Decreto 3.298/99, que define as hipóteses de deficiência visual, deve ser interpretado de modo a não excluir os portadores de visão monocular da disputa às vagas destinadas aos portadores de deficiência física. De acordo com o artigo 3º do mesmo decreto, incapacidade constitui-se numa “redução efetiva e acentuada da capacidade de integração social, com necessidade de equipamentos, adaptações, meios ou recursos especiais para que a pessoa portadora de deficiência possa receber ou transmitir informações necessárias ao seu bem-estar pessoal e ao desempenho de função ou atividade a ser exercida”
Pessoas com visão monocular passaram a ser consideradas pessoas com deficiência e poderão se beneficiar da Lei de Cotas, que assegura um porcentual de vagas para este público em empresas com mais de 100 funcionários.

### Supremo Tribunal Federal: RMS 26071/DF
DIREITO CONSTITUCIONAL E ADMINISTRATIVO. RECURSO ORDINÁRIO EM MANDADO DE SEGURANÇA. CONCURSO PÚBLICO. CANDIDATO PORTADOR DE DEFICIÊNCIA VISUAL. AMBLIOPIA. RESERVA DE VAGA. INCISO VIII DO ART. 37 DA CONSTITUIÇÃO FEDERAL. § 2º DO ART. 5º DA LEI Nº 8.112/90. LEI Nº 7.853/89. DECRETOS N. 3.298/99 E 5.296/2004. 1. O candidato com Visão monocular padece de deficiência que impede a comparação entre os dois olhos para saber-se qual deles é o "melhor". 2. A visão univalente -- comprometedora das noções de profundidade e distância – implica limitação superior à deficiência parcial que afete os dois olhos. 3. A reparação ou compensação dos fatores de desigualdade factual com medidas de superioridade jurídica constitui política de ação afirmativa que se inscreve nos quadros da sociedade fraterna que se lê desde o preâmbulo da Constituição de 1988. 4. Recurso ordinário provido.(RMS: 26071 DF, Relator: Min. CARLOS BRITTO, Data de Julgamento: 13/11/2007, Primeira Turma, Data de Publicação: DJe018 DIVULG 31-01-2008 PUBLIC 01-02-2008 EMENT VOL-02305- 02 PP-00314 RTJ VOL-00205-01 PP-00203) 
O Excelso Supremo Tribunal Federal, através do RMS 26071/DF, entendeu que o possuidor de Visão monocular é considerado pessoa com deficiência visual para todos os fins de direito. Em 2017, o ministro Edson Fachin reafirma o entendimento do STF ao conceder três liminar em Mandados de Segurança reconhecendo o direito dos monoculares de concorrer nas vagas reservadas para pessoa com deficiência. O posicionamento do ministro está em total consonância com o entendimento da Organização Mundial de Saúde - OMS, e da Convenção Internacional sobre os Direitos das Pessoas com Deficiência, as quais definiram a visão monocular como deficiência visual, esse foi o entendimento ratificado pelos 192 países presentes na Convenção Internacional.

### Advocacia Geral da União: Súmula nº 45, de 14 de Setembro se 2009
Os benefícios inerentes à Política Nacional para a Integração da Pessoa Portadora de Deficiência devem ser estendidos ao portador de Visão monocular, que possui direito de concorrer, em concurso público, à vaga reservada aos deficientes.
A Advocacia-Geral da União (AGU) reconheceu que os possuidores de visão monocular são considerados pessoa com deficiência visual, para fins de concorrerem às vagas destinadas às pessoas com deficiência em concursos públicos. A súmula foi publicada no Diário Oficial da União (DOU), Seção I, de 15/09; 16/09 e 17/09/2009.

### Ministério do Trabalho e Emprego: Parecer/Conjur/MTE n.º 444/2011
Ementa: Direito Constitucional e do Trabalho, Consulta oriunda da Secretaria de Inspeção do Trabalho – SIT. Visão monocular. Deficiência para fins de preenchido da cota prevista no art. 93 da Lei n.º 8.213, de 1991. Súmula STJ n.º 377 e Súmula AGU n.º 45.
O Ministério do Trabalho e Emprego (MTE) ao seu interpretar, o art. 93, da Lei n.º 8.213/1991 c/c art. 3.º e 4.º, do Decreto n.º 3.298/1999, definiu que os possuidores de visão monocular são considerados pessoas com deficiência para ocupar as vagas destinas às pessoas com deficiência em empresas particulares.

### Tribunal de Contas da União - TCU: Acórdão 644/2009-Plenário
Considera-se deficiente físico o portador de visão monocular para fins de vaga em concurso público.
Portanto, além do entendimento da análise médica especializada em consonância com a Organização Mundial de Saúde (OMS), o Superior Tribunal de Justiça (STJ), o Supremo Tribunal Federal (STF), a Advocacia Geral da União (AGU), o Ministério do Trabalho e Emprego (MTE) e o Tribunal de Contas da União (TCU) consideram a visão monocular como cegueira legal para vários assuntos: concursos públicos, isenções de impostos, isenção em transporte coletivo, inserção na iniciativa privada, aquisição de próteses oculares e outros. Por exemplo, a isenção de Imposto de Renda sobre os proventos de aposentadorias para pessoas com visão monocular já é uma realidade.